# Киндер јаје
Киндер јаје је дечји слаткиш у облику чоколадног јајета у коме се налази мала играчка.
Киндер јаје је настало у Италији 1974. године. Производи се у фабрици Фереро. То је у оригиналу чоколадно ускршње јаје, што је обичај у Италији, само што су јаја која излазе на тржиште пред Ускрс много већих димензија, па могу да садрже и крупније поклоне. Једног дана Michele Ferrero, "краљ Nutelle", упитао је своје сараднике: "Знате ли зашто деца толико воле ускршња јаја"? Зато што их унутра чека изненађење... Према томе, знате ли шта треба да радимо? Дајмо им Ускрс сваког дана!" Играчке су се у почетку правиле у Produzioni Editoriali Aprile, малој компанији из Торина, Италија, коју су водили два брата, Руђеро и Валерио Априле. 
Играчке које се налазе у киндер јајету нису погодне за децу млађу од три године, јер садрже ситне делове. Продају се у читавом свету осим у САД где је Комисија за храну забранила играчке због безбедносних разлога. Киндер јаја и тамо постоје, али без играчке у њима. 
У Сједињеним Америчким Државама овај производ је забрањен од 1972. године, због страха да би се деца могла угушити сићушним деловима који је налазе у њему. Унос овог производа на територију САДа се сматра шверцом, па се због тога на граници производ одузима и плаћа се казна од 300$.
У свету постоји велики број колекционара који сакупљају играчке из овог слаткиша.